# I'm Lovin' It
I'm Lovin' It (Miluji to) je píseň od Justina Timberlakea, který vyšel za účelem propagace řetězce McDonald's. Píseň nevyšla na žádné desce, sloužila pouze k reklamním účelům.
Remix písně obstaral Snoop Dogg, se kterým natočil i další singl Signs.

## Umístění
| Hitparáda      | Umístění |
| -------------- | -------- |
| Nizozemsko     | 13       |
| Irsko          | 15       |
| Německo        | 50       |
| Švýcarsko      | 47       |
| Rakousko       | 55       |
| Belgie         | 25       |
| Švédsko        | 43       |
| Velká Británie | 79       |
| Evropa         | 100      |

## Úryvek textu
I Know you wan'to get down (Do you wanna get down)
You Do Deserve to get down (Do you wanna get down)
Youve Been workin hard all week (All Week)
Just Try'n to make ya money (Money)
Go Girl Now Shake ya booty (oooooo)
Im Lovin it, Im Lovin it